# دختر (فیلم ۲۰۰۰)
دختر (انگلیسی: The Girl) فیلمی در ژانر رمانتیک، معمایی و درام است که در سال ۲۰۰۰ منتشر شد.